# Chiles
Chiles är en vulkan i Colombia. Den ligger i den sydvästra delen av landet, 600 km sydväst om huvudstaden Bogotá. Toppen på Chiles är 4 723 meter över havet, eller 929 meter över den omgivande terrängen. Bredden vid basen är 23,9 km.
Terrängen runt Chiles är kuperad åt sydost, men åt nordväst är den bergig. Runt Chiles är det glesbefolkat, med 12 invånare per kvadratkilometer. Närmaste större samhälle är Cumbal, 19,1 km nordost om Chiles. Trakten runt Chiles består i huvudsak av gräsmarker.